# Colonelganj
Colonelganj è una suddivisione dell'India, classificata come municipal board, di 24.163 abitanti, situata nel distretto di Gonda, nello stato federato dell'Uttar Pradesh. In base al numero di abitanti la città rientra nella classe III (da 20.000 a 49.999 persone).

## Geografia fisica
La città è situata a 27° 08' 17 N e 81° 42' 16 E.

## Società

### Evoluzione demografica
Al censimento del 2001 la popolazione di Colonelganj assommava a 24.163 persone, delle quali 12.759 maschi e 11.404 femmine. I bambini di età inferiore o uguale ai sei anni assommavano a 4.173, dei quali 2.118 maschi e 2.055 femmine. Infine, coloro che erano in grado di saper almeno leggere e scrivere erano 11.519, dei quali 6.725 maschi e 4.794 femmine.